# Oskars Melbārdis
Oskars Melbārdis (n. 16 februarie 1988, Valmiera⁠(d), Republica Sovietică Socialistă Letonă, URSS) este un bober ce a reprezentat Letonia, medaliat olimpic. A participat la 2 ediții ale Jocurilor Olimpice (2014, 2018) în care a câștigat o medalie de aur și două medalii de bronz.